# Les Envahisseurs de la planète rouge
Pour les articles homonymes, voir Invaders from Mars.
Les Envahisseurs de la planète rouge (Invaders from Mars) est un film de science-fiction américain réalisé par William Cameron Menzies en 1953.

## Synopsis
Un jeune garçon passionné d'astronomie aperçoit une nuit une soucoupe volante atterrir dans un banc de sable à proximité de sa maison. Il prévient son père, un scientifique qui travaille sur une mission secrète pour une fusée à propulsion atomique. Tenu de signaler tout fait suspect, le père part inspecter les lieux. Au petit matin, sa femme s'inquiète de son absence, mais il revient bientôt, avec un regard vague et un caractère irascible.

## Fiche technique

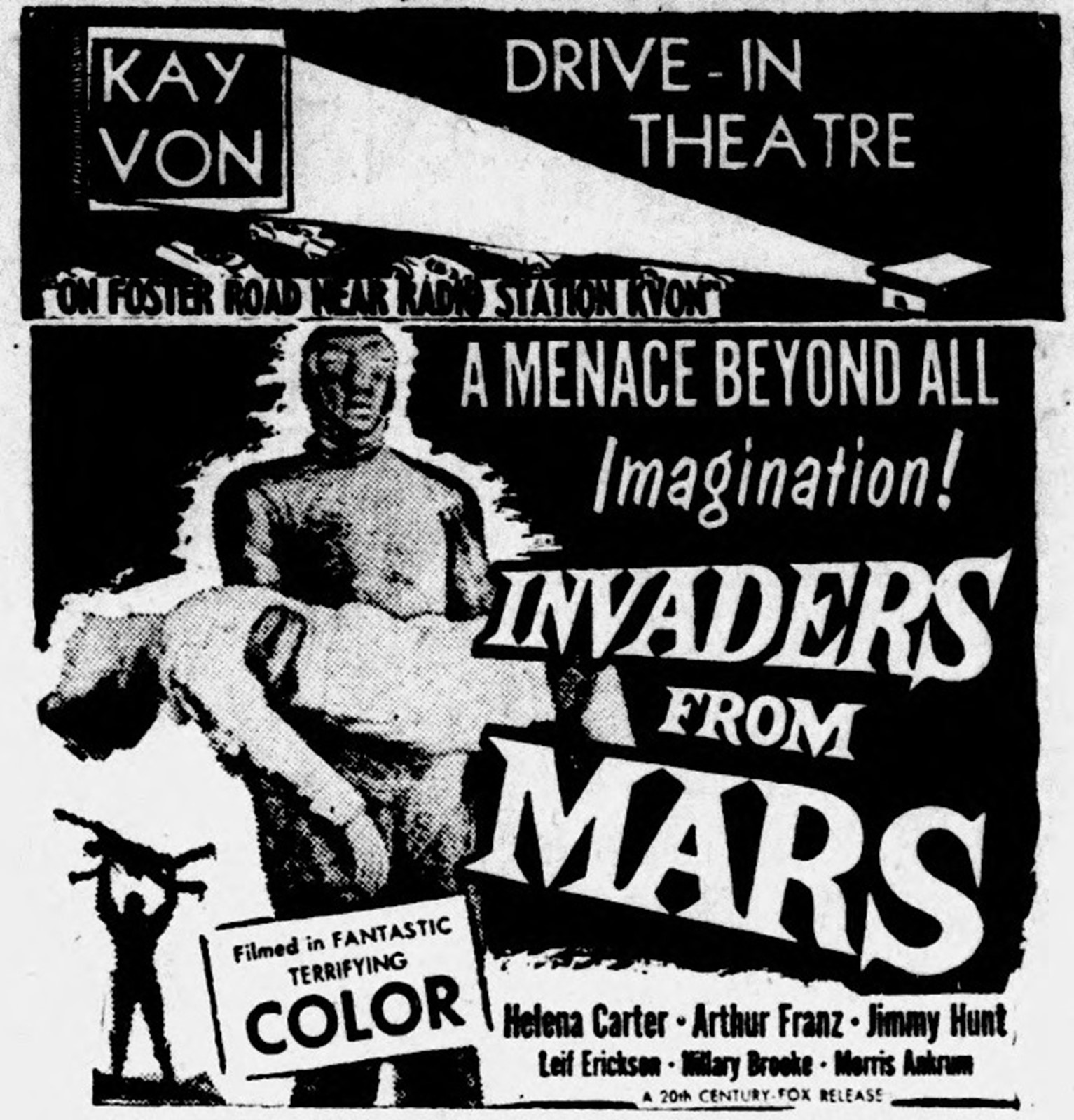
Publicité pour le film.

- Titre français : Les envahisseurs de la planète rouge
- Titre original : Invaders from Mars
- Réalisation : William Cameron Menzies
- Scénario : Richard Blake d'après une histoire de John Tucker Battle
- Production : Edward L. Alperson (en)
- Musique : Raoul Kraushaar
- Image : John F. Seitz
- Direction artistique : Boris Leven
- Costumes : Norma, Oliver Konitz et Gene Martin
- Montage : Arthur Roberts
- Date de sortie : 
  - États-Unis : 22 avril 1953

## Distribution
- Jimmy Hunt : David MacLean, le jeune garçon
- Helena Carter : Dr Pat Blake, la psychologue
- Arthur Franz : Dr Stuart Kelston, l'astronome
- Leif Erickson : George MacLean, le père de David
- Hillary Brooke : Mary MacLean, la mère de David
- Morris Ankrum : le colonel Fielding
- Max Wagner : le sergent Rinaldi
- Milburn Stone : le capitaine Roth
- Janine Perreau : Kathy Wilson, la jeune fille

Et non crédités au générique :
- Fay Baker : Mme Wilson, mère de Kathy
- Robert Shayne : Dr Bill Wilson, père de Kathy
- Peter Brocco : Brainard, l'aide du Dr Wilson
- Barbara Billingsley : la secrétaire du Dr Kelston
- Bert Freed : A.C. Barrows, le chef de la police
- Walter Sande : le sergent de police Mack Finlay
- Charles Cane : l'officier de police Blaine
- Douglas Kennedy : l'officier de police Jackson
- William Phipps : le sergent Baker
- Richard Deacon : un policier militaire
- John Eldredge : M. Turner
- Todd Karns : Jim, l'employé de la station-service
- William Forrest : le général Mayberry
- Charles Gibb : le lieutenant Blair
- Gil Herman : le major Clary
- Frank Wilcox : un militaire du Pentagone
- Bob Herron : un martien
- Luce Potter : l'intelligence martienne
- Lock Martin : un mutant au service du martien
- Max Palmer : un mutant au service du martien
- Tommy Cottonaro : un mutant
- Pete Dunn : un mutant
- Paul Klott : un mutant
- Harry Monty : un mutant
- George Spotts : un mutant
- Ed Wolff : un mutant

## Autour du film
Le film est tiré d'un des premiers scénarios de science-fiction écrits dans les années 1950 durant lesquelles le cinéma américain a produit une multitude de films de ce genre.
Le budget réduit alloué au film a conduit à abandonner le projet initial d'un film en 3D, ou encore à supprimer Cricket, le chien du jeune David.
Dans une scène, le Dr Kelston fait référence aux lumières de Lubbock (en), un fait divers réel survenu en 1951 durant lequel des lumières inhabituelles furent observées au-dessus de la ville de Lubbock (Texas).
Le réalisateur William Cameron Menzies était à l'origine un décorateur de talent. Il reçut en 1928 le tout premier Oscar de la meilleure direction artistique pour les films The Dove et Tempest. On lui doit également les décors du célèbre Autant en emporte le vent (1939) et notamment ceux de la scène de l'incendie d'Atlanta. L'importance attachée aux décors se ressent également dans Les Envahisseurs de la planète rouge.
L'intelligence martienne (une tête dans un bocal, munie de tentacules) est interprétée par l'actrice naine Luce Potter.
C'est la première apparition à l'écran de l'acteur Richard Deacon qui se fera ensuite connaître dans les années 1960 par son rôle dans la série télévisée The Dick Van Dyke Show.

## Remake
Un remake fut réalisé en 1986 par Tobe Hooper, avec comme titre français L'invasion vient de Mars. Jimmy Hunt, l'acteur qui jouait le jeune héros du film original, y fait une apparition.